# Jonny Oates, Baron Oates

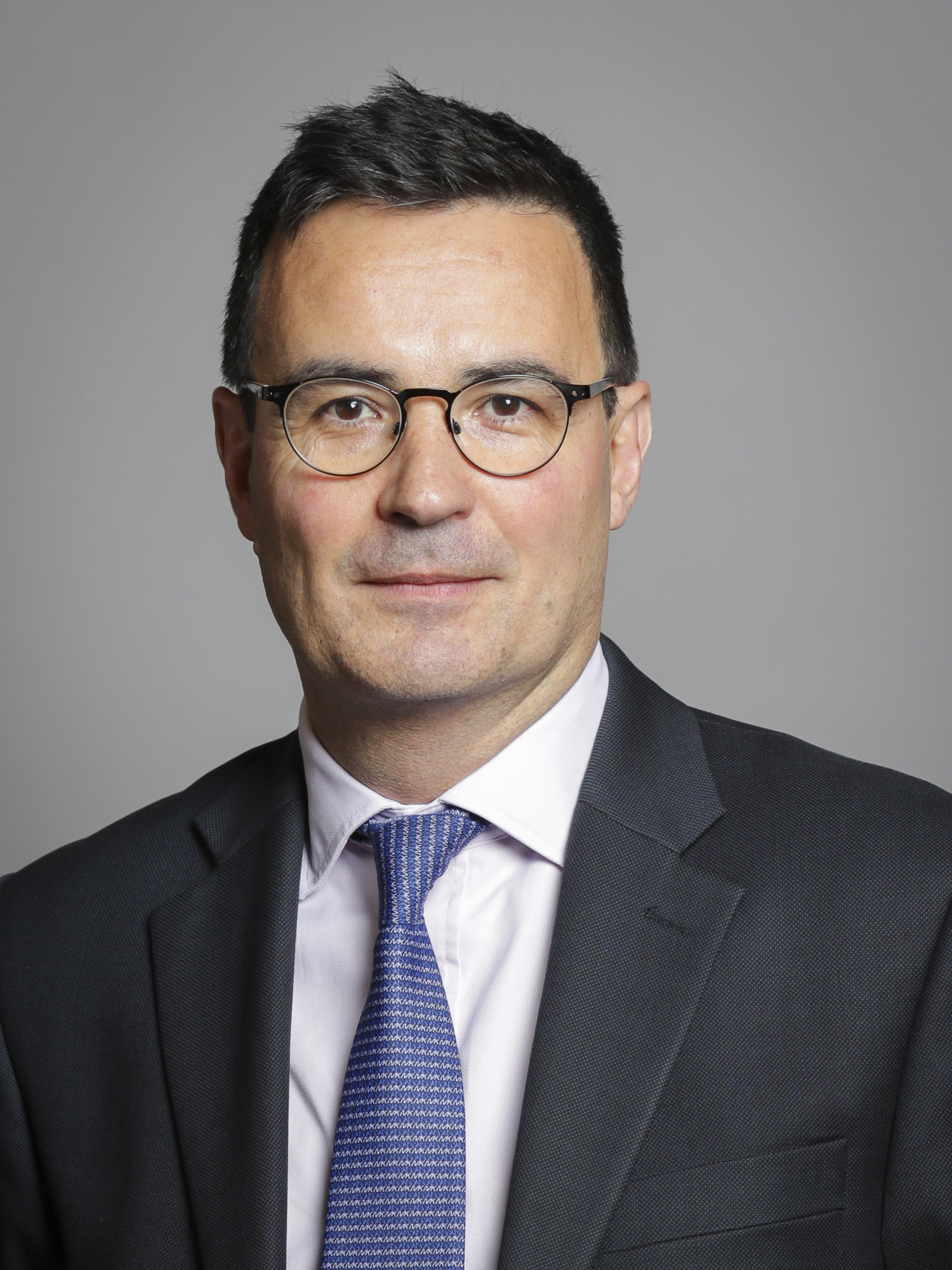

Jonny Oates, Baron Oates (* 28. Dezember 1968) ist ein britischer Politiker der Liberal Democrats.

## Leben
Oates studierte am Marlborough College und an der University of Exeter. Oates begann seine berufliche Karriere bei dem Politik- und Medienarbeitsunternehmen Westminster Strategy. 1994 war er Ratsmitglied der Liberaldemokraten für die Gemeinde Grove im Royal Borough of Kingston-upon-Thames.
Oates war als Generalstabschef für den britischen Politiker Nick Clegg tätig. Seit Oktober 2015 ist Oates Mitglied im House of Lords. Seit 2006 ist er mit David Hill verheiratet.